# At Last (canção)
"At Last" é uma canção escrita por Mack Gordon e Harry Warren para o filme musical Sun Valley Serenade (1941). Glenn Miller e sua orquestra gravaram a música várias vezes, com uma versão de 1942 alcançando o segundo lugar na parada de música pop da Billboard dos Estados Unidos.

## Versão de Etta James
"At Last" é uma canção escrita por 1941 Mack Gordon e Harry Warren musical para o filme Orchestra Wives, estrelando George Montgomery e Ann Rutherford, a canção é mais conhecida pela versão gravada por Etta James.

### Paradas e posições
| País/Parada (1961)                | Melhor posição |
| --------------------------------- | -------------- |
| Estados Unidos (Hot 100)          | 47             |
| Estados Unidos (Cash Box Top 100) | 30             |
| Estados Unidos (Hot R&B Sides)    | 2              |
| País/Parada (2011)                | Melhor posição |
| Reino Unido (UK Singles Chart)    | 69             |
| País/Parada (2012)                | Melhor posição |
| Austrália (ARIA)                  | 72             |
| Irlanda (IRMA)                    | 33             |
| Reino Unido (UK Singles Chart)    | 39             |

## Versão de Christina Aguilera
A cantora americana Christina Aguilera cantou, ao vivo, em sua My Reflection (2001) e Stripped Live in the UK (2004), uma versão de "At Last". Os vídeos da cantora interpretando a música  foram postados no canal oficial de Christina no Youtube. Aguilera também foi convidada a apresentar  "At Last" na cerimônia do funeral de Etta James, sendo uma apresentação 'memorável e comovente da canção' segundo a imprensa.

## Versão de Céline Dion
"At Last" foi regravada por Céline Dion e incluida em seu álbum de 2002 A New Day Has Come. Sua versão foi produzida por Humberto Gatica e Guy Roche e lançada como um single promocional nos Estados Unidos, em 09 de dezembro de 2002. No entanto, não houve videoclipe para a canção. Foi também o último álbum single do  A New Day Has Come.
"At Last" chegou ao número 16 no Hot Adult Contemporary Tracks.
Uma versão ao vivo desta canção foi incluída no A New Day ... Live in Las Vegas álbum em 2004, Dion realizada por quatro anos durante a sua A New Day ... show em Las Vegas.

## Versão de Cyndi Lauper
"At Last" também foi regravada por Cyndi Lauper em 2003, e foi a música título de seu álbum comemorativo de 50 anos.
O álbum '"At Last" foi um album de regravações clássicas relacionadas à cidade de Nova Iorque. A Música foi bastante executada por Cyndi nos dois anos de sua turnê "At Last World Tour".

## Versão de Beyoncé Knowles
"At Last" também foi regravada por Beyoncé e incluída na trilha sonora do filme Cadillac Records. No filme, Knowles interpreta Etta James. Beyoncé também cantou a música na primeira dança de Barack Obama com sua esposa, Michelle Obama durante a Neighborhood Ball na sua primeira noite como Presidente dos Estados Unidos. O evento foi televisionado ao vivo em várias redes de televisão a cabo. 
A música estreou na 98° posição na Billboard R&B/Hip-Hop Songs em 2008, tendo o pico na 79° posição. tendo estreado no Billboard Hot 100 apenas em 2009 na sexagésima sétima posição sendo esse seu pico.

### Paradas e posições
| País/Parada (2008–09)                  | Melhor posição |
| -------------------------------------- | -------------- |
| Estados Unidos (Billboard Hot 100)     | 67             |
| Estados Unidos (Digital Songs)         | 52             |
| Estados Unidos (Hot R&B/Hip-Hop Songs) | 79             |
| Estados Unidos (Jazz Songs)            | 9              |
| Canadá (Canadian Hot 100)              | 79             |
| Reino Unido (UK Singles Chart)         | 168            |
| Reino Unido (UK R&B Chart)             | 37             |

### Tabelas musicais do final de ano
| Tabelas musicais (2009)            | Posição |
| ---------------------------------- | ------- |
| Estados Unidos - Smooth Jazz Songs | 33      |

### Prêmios
| Ano  | Prêmio        | Categoria                              | Resultado |
| ---- | ------------- | -------------------------------------- | --------- |
| 2010 | Grammy Awards | Best Traditional R&B Vocal Performance | Venceu    |

## Outras versões
- Connie Haines (1942)
- Ray Anthony (1952)
- Bing Crosby (1952)
- Miles Davis (1953)
- Chet Baker (1953)
- Nat King Cole (1957)
- The Four Freshmen (1960)
- Etta James (1961)
- Ben E. King (1962)
- Shirley Scott (1962)
- Brenda Lee (1963)
- Judy Garland (1964)
- Mary Wells (May 1964)
- The Glenn Miller Orchestra starring Ray McKinley and Bobby Hackett (1965)
- Doris Day (1965)
- Baby Washington	(1968)
- Stevie Wonder with James Jamerson on bass (1969)
- Laura Lee (June 1972)
- Bing Crosby (1976)
- Randy Crawford (1977)
- The Fatback Band (1978)
- Ella Fitzgerald (1983)
- Phoebe Snow	(1991)
- Diane Schuur and B.B. King (1994)
- Stevie Nicks (1999)
- Joni Mitchell	(2000)
- Eva Cassidy (2000)
- Christina Aguilera (2001)
- Celine Dion (2002)
- Mary Coughlan (2002)
- Julia DeMato	(2003)
- Cyndi Lauper (2003)
- Michael Bolton (2004)
- Kenny G. featuring Arturo Sandoval (2005)
- Michael Feinstein and George Shearing (2005)
- Raul Malo (2006)
- Aretha Franklin (2007)
- Wynonna Judd (2007; only in concert)
- Beyoncé (2008)
- Stacey Solomon (2010)
- Liza Minnelli (2010)
- Brandy (2010)
- Ha*Ash (2015)